# Первая Пеженьга
Первая Пеженьга — река в России, протекает в Бабушкинском районе Вологодской области. Устье реки находится в 6,3 км по правому берегу реки Большая Пеженьга. Длина реки составляет 11 км.
Исток Первой Пеженьги расположен севернее нежилой деревни Акинницы в 15 км к северо-востоку от посёлка Зайчики (Рослятинское сельское поселение). Река течёт на юго-запад, крупных притоков нет. Всё течение реки проходит по ненаселённому лесному массиву.

## Данные водного реестра
По данным государственного водного реестра России относится к Верхневолжскому бассейновому округу, водохозяйственный участок реки — Унжа от истока и до устья, речной подбассейн реки — Бассей притоков Волги ниже Рыбинского водохранилища до впадения Оки. Речной бассейн реки — (Верхняя) Волга до Куйбышевского водохранилища (без бассейна Оки).
По данным геоинформационной системы водохозяйственного районирования территории РФ, подготовленной Федеральным агентством водных ресурсов:
- Код водного объекта в государственном водном реестре — 08010300312110000014764
- Код по гидрологической изученности (ГИ) — 110001476
- Код бассейна — 08.01.03.003
- Номер тома по ГИ — 10
- Выпуск по ГИ — 0